# Eugène Berg
Pour les articles homonymes, voir Berg.
Eugène Berg, né le 23 septembre 1945, est un essayiste et diplomate français.
Spécialiste de la Russie, de l'Ukraine et du Pacifique, il a notamment publié Non-alignement et nouvel ordre mondial (1980), la Russie pour les Nuls (2016), De l'ordre européen à l'ordre mondial (2020) et Ukraine - février 2023 (2023).

## Biographie

### Origines
Eugène Berg est né à Château-Thierry en 1945, d'un père d'origine germano-balte né à Moscou et d'une mère native de Saint-Pétersbourg qui fut maître assistant de russe à l’Institut national des langues orientales vivantes. Il est également le neveu  de Serge Berg, créateur de la  section scientifique de l'AFP.

### Formation
Licencié en Droit (1968), il est diplômé de l'Institut d'études politiques de Paris (1967) et ancien élève de l’École nationale d'administration, Promotion François Rabelais (1971-1973).

### Carrière
Polyglotte (Anglais, Russe, Allemand, Espagnol, Italien), Eugène Berg a mené une carrière de diplomate. Il a notamment été, de  1990 à  1993  adjoint  du président de la Commission interministérielle pour la  coopération franco-allemande, de 1994 à 1998, consul général à Leipzig puis ambassadeur en Namibie, au Botswana (1998 - 2003) puis aux îles Fidj, ainsi que dans six autres territoires du Pacifique  de 2004 à 2006. Il a également vécu en Russie et a représenté la société Total à Mourmansk, dans le Grand Nord russe de 2008 à 2013. Il enseigne à l'HEIP et  au  CEDS (groupe INSEEC).

## Publications

### Articles
Eugène Berg publie régulièrement des articles ou des recensions dans des revues de géopolitique, notamment dans Politique Internationale et dans la Revue Défense nationale, ainsi que dans la revue Esprit, le Monde diplomatique, Commentaire et Conflits. 
Il publie également des articles dans  la Lettre diplomatique et le mensuel littéraire la Revue des Deux Mondes.

### Ouvrages
- Chronologie internationale, Que sais-je ?, PUF, première édition :  1979 (dernière édition:  Chronologie internationale, 1945-1997, 4e édition mise à jour) [6]
- Non-alignement et nouvel ordre mondial, PUF[7],[8],[9], 1980
- La politique internationale depuis 1955, Economica[10],[11],[12], 1989, ouvrage couronné par l' Académie des sciences morales et politiques
- Un ambassadeur  dans le Pacifique, Hermann, 2009
- La Russie pour les nuls, Édition First[1],[13], 2016
- A la recherche de l’ordre mondial, Éditions Apopsix, 2018
- Ukraine - février 2023, Hémisphères, Maisonneuve et Larose[14], 2023